# Ascenseur pour l'échafaud (album)
Pour les articles homonymes, voir Ascenseur (homonymie) et Ascenseur pour l'échafaud.
Albums de Miles Davis
Miles Ahead
(1957) Milestones
(1958)
L'album Ascenseur pour l'échafaud reprend la bande originale, réalisée en 1957 par Miles Davis, du film de Louis Malle. Barney Wilen est au saxophone ténor, René Urtreger au piano, Pierre Michelot à la contrebasse, Kenny Clarke à la batterie et Miles Davis à la trompette.

## Genèse
L’année 1957 fut celle de la consécration pour Miles Davis. Elle avait pourtant commencé dans l’adversité, par une tournée au cours de laquelle les problèmes de drogue de John Coltrane, aggravés par l’influence néfaste de Philly Joe Jones sur ce dernier, avaient forcé Miles à renvoyer les deux musiciens de son premier grand quintet en mars, et à dissoudre bientôt entièrement la formation. En mai, Miles entra en studio pour enregistrer Miles Ahead, sa première grande collaboration avec Gil Evans chez Columbia Records, dont la parution, à l’automne, allait asseoir définitivement son statut de superstar dans le monde du jazz et au-delà,. Après une période d’inactivité, où il subit une opération à la gorge, il entreprit, en septembre, de reformer son quintet, mais aucun des membres de son précédent groupe n’étant disponible, il dut engager de nouveaux musiciens, et notamment Bobby Jaspar au saxophone, qui fut toutefois remplacé dès octobre par Cannonball Adderley. Au même moment, il accepta une invitation du producteur français Marcel Romano pour aller jouer à Paris à la fin novembre et au début décembre. L’entente voulait que, en compagnie de Barney Wilen, René Urtreger, Pierre Michelot et Kenny Clarke, il donnât un concert à l’Olympia, suivi par un engagement de trois semaines au Club St-Germain et d’autres concerts européens.
À son arrivée à Orly, Miles fut accueilli par Romano et, selon certaines sources, par Louis Malle lui-même, qui lui firent immédiatement part du nouveau projet qu’ils avaient formé pour lui : signer la musique du premier long métrage que Louis Malle, alors âgé d’à peine vingt-cinq ans, venait de terminer, Ascenseur pour l’échafaud. L’idée venait semble-t-il de Jean-Paul Rappeneau, l’assistant de Louis Malle à l’époque, et elle pourrait lui avoir été inspirée par la parution, plus tôt dans l'année, du film Sait-on jamais... de Roger Vadim, dont la musique avait été composée par John Lewis du Modern Jazz Quartet. En dépit de son inexpérience en la matière, Miles — qui quelques années auparavant avait été très favorablement impressionné par la bande originale qu’Alex North avait composée pour Un tramway nommé Désir (film) (A Streetcar Named Desire) — accepta de considérer la proposition. À l'origine, Germaine Tailleferre était proposée pour composer la bande-son.
Comme Louis Malle devait faire vite afin de pouvoir soumettre son film à temps pour le Prix Louis-Delluc, un visionnement privé fut organisé, qui finit de convaincre Miles de l’intérêt et de la faisabilité du projet. Il n’eut le temps d’esquisser que quelques idées, grâce à un piano qui fut transporté dans sa chambre d’hôtel pour l’occasion.

## Enregistrement
La séance d’enregistrement, organisée par Marcel Romano, eut lieu la nuit du 4 au 5 décembre, au studio du Poste Parisien où Jeanne Moreau, la principale interprète du film, accueillit les musiciens derrière un bar improvisé. Barney Wilen, René Urtreger, Pierre Michelot et Kenny Clarke, qui n’avaient pas été informés du visionnement tenu quelques jours plus tôt, furent surpris par le calme et l’assurance de leur leader, qui agissait comme s’il savait exactement ce qu'il voulait faire et ce qu'on attendait de lui. Louis Malle expliqua aux musiciens que la musique devait être en net contrepoint de l’image, et il les encouragea par conséquent à ne jamais chercher, à travers leur jeu, à traduire ou à refléter directement l’action. Des extraits de vingt à trente secondes du film furent projetés, sur lesquels le groupe improvisa très librement, à partir d’instructions sommaires de Miles Davis, visant surtout l’atmosphère à rendre. Trois heures à peine suffirent pour enregistrer une cinquantaine de minutes de musique, dont dix-huit furent utilisées pour le film. À en croire Miles, le seul véritable problème rencontré au cours de la séance fut de faire coller des séquences musicales à la démarche de Jeanne Moreau, qui manquait selon lui cruellement de rythme.

## Réception
Comme l’espérait Louis Malle, Ascenseur pour l’échafaud remporta le Prix Louis-Delluc en 1957. En Europe, le nom de Miles Davis fut inclus sur l’affiche du film, et la qualité de sa contribution largement reconnue et saluée dans la presse, ce qui fit s’accroître encore sa renommée.
Le disque de format 25 cm issu du film, publié par Fontana (une division de Philips Records), reçut le Grand Prix du Disque 1958 de l'Académie Charles-Cros. Les notes originales en furent rédigées par Boris Vian. Celui-ci était à cette époque responsable du catalogue jazz chez Philips et assurait la direction de Fontana. Dans ces notes, Vian — qui n’était pas présent lors de l’enregistrement — explique que la sonorité particulière de la trompette de Miles sur « Dîner Au Motel » tient au fait qu’un morceau de peau s’était détaché de sa lèvre et obstruait partiellement son embouchure. La véracité de cette anecdote a été démentie par René Urtreger. Le son quelquefois diffus de la trompette de Miles sur certains titres de la bande originale est probablement attribuable à des additions de réverbération au moment du montage définitif.
Aux États-Unis, la musique du film parut d’abord sur l’une des faces d’un disque compilation de 30 cm publié par Columbia Records, Jazz Track, qui fut nommé pour un prix Grammy en 1960.

## Influence
L’utilisation du jazz à des fins cinématographiques, sous la forme inaugurée en France par Sait-on jamais… de Vadim et Ascenseur pour l’échafaud, connut une postérité immédiate. Pour sa comédie policière de 1958, Des femmes disparaissent, Édouard Molinaro fit appel aux Jazz Messengers d'Art Blakey. La même année, aux États-Unis, Robert Wise confia à Johnny Mandel la composition de la bande originale de son film noir Je veux vivre ! (I Want to Live!), qui remporta l’Oscar de la meilleure actrice. On peut entendre sur cette bande originale le gratin des jazzmen de la côte ouest américaine, notamment Gerry Mulligan, Art Farmer et Shelly Manne. En 1959, Duke Ellington et son orchestre se distinguèrent en réalisant la musique, couronnée d’un Grammy Award de la meilleure bande originale de film, d’Autopsie d'un meurtre (Anatomy of a Murder) d’Otto Preminger. La télévision américaine emboîta également le pas à la tendance. Le big band de Henry Mancini signa le thème, repris à satiété et lauréat d’un Emmy Award et de deux Grammys, de la populaire série policière Peter Gunn, diffusée à partir de 1958 sur la chaîne NBC ; et le combo de Pete Candoli interpréta la musique de Johnny Staccato, autre série policière diffusée à partir de 1959 sur la même chaîne. Ces diverses collaborations concoururent à associer, dans une partie de l’imaginaire collectif de la fin des années 1950 et des années 1960, le jazz à des scènes de suspense et de violence.

## Place dans l'œuvre de Miles Davis
Plusieurs spécialistes considèrent aujourd’hui que la réalisation d’Ascenseur pour l’échafaud eut une incidence considérable dans l’évolution artistique et la carrière de Miles Davis. Il s’agit de la première œuvre, autre qu’un morceau de musique, dont il eut à assumer à lui seul l’intégralité de la « composition » (ou peut-être plus exactement, en l’occurrence, l’intégralité de la conception). En outre, cette musique au son et au style si distinctifs n’avait exigé aucune préparation préalable avec les autres musiciens ; et plutôt que d’être fondée sur des thèmes, elle avait principalement été créée à partir de séquences harmoniques simples,. Le processus de création d’Ascenseur pour l’échafaud mérite donc d’être rapproché, sous certains rapports, de celui de Kind of Blue ; et la musique qui en résulta pourrait préfigurer, de par son caractère abstrait, le style post-bop que cultiva, dans les années 1960, le second grand quintet de Miles avec Wayne Shorter, Herbie Hancock, Ron Carter et Tony Williams.
On notera également le parfait contraste qui existe, sur un point, entre Ascenseur pour l’échafaud et l’autre disque réalisé par Miles Davis en 1957, Miles Ahead. Les deux albums peuvent en effet être regardés comme les premiers pas de Miles vers le jazz modal et comme des tentatives pour dépasser le jazz de l’époque, mais au moyen d'approches totalement opposées, la musique de Miles Ahead étant plus composée et orchestrée que la norme, et celle d’Ascenseur pour l’échafaud l’étant moins. En ce sens, l’année 1957 sera reproduite en miroir, dans la discographie en studio de Miles Davis, par l’année 1959, qui débuta par un album faisant la part belle à l’improvisation radicale, Kind of Blue, et qui s’acheva par les premières séances d’enregistrement de Sketches of Spain, dont la méthode de création et le contenu confinaient à la musique classique.
Miles Davis signa par la suite trois autres bandes originales : A Tribute to Jack Johnson (1970), Siesta (1987) et Dingo (1990).

## Citation
« ...J'étais un cinglé de jazz...la musique d'Ascenseur est unique. C'est l'une des rares musiques de film qui aient été entièrement improvisées... Je passais les séquences sur lesquelles on voulait mettre de la musique, et il commençait à répéter avec ses musiciens ...le film en était métamorphosé... Quand on a ajouté la musique, il a soudain décollé. » - Louis Malle

## Titres
| 1.  | Générique                       | 2:45 |
| 2.  | L'assassinat de Carala          | 2:10 |
| 3.  | Sur l'autoroute                 | 2:15 |
| 4.  | Julien dans l'ascenseur         | 2:07 |
| 5.  | Florence sur les Champs-Élysées | 2:50 |
| 6.  | Dîner au motel                  | 3:58 |
| 7.  | Évasion de Julien               | 0:53 |
| 8.  | Visite du vigile                | 2:00 |
| 9.  | Au bar du Petit Bac             | 2:50 |
| 10. | Chez le photographe du motel    | 3:50 |

| 1.  | Générique                       | 2:45 |
| 2.  | L'assassinat de Carala          | 2:10 |
| 3.  | Sur l'autoroute                 | 2:15 |
| 4.  | Julien dans l'ascenseur         | 2:07 |
| 5.  | Florence sur les Champs-Élysées | 2:50 |
| 6.  | Dîner au motel                  | 2:58 |
| 7.  | Évasion de Julien               | 0:53 |
| 8.  | Visite du vigile                | 2:00 |
| 9.  | Au bar du Petit Bac             | 2:50 |
| 10. | Chez le photographe du motel    | 3:50 |
| 11. | Nuit sur les Champs-Élysées     | 2:25 |
| 12. | Nuit sur les Champs-Élysées     | 2:50 |
| 13. | Nuit sur les Champs-Élysées     | 2:47 |
| 14. | Nuit sur les Champs-Élysées     | 2:59 |
| 15. | Assassinat                      | 2:02 |
| 16. | Assassinat                      | 2:10 |
| 17. | Assassinat                      | 2:10 |
| 18. | Motel                           | 3:56 |
| 19. | Final                           | 3:05 |
| 20. | Final                           | 3:00 |
| 21. | Final                           | 4:04 |
| 22. | Ascenseur (Évasion de Julien)   | 1:57 |
| 23. | Le Petit Bal                    | 2:40 |
| 24. | Le Petit Bal                    | 2:53 |
| 25. | Séquence voiture                | 2:56 |
| 26. | Séquence voiture                | 2:16 |